# Bedhaya

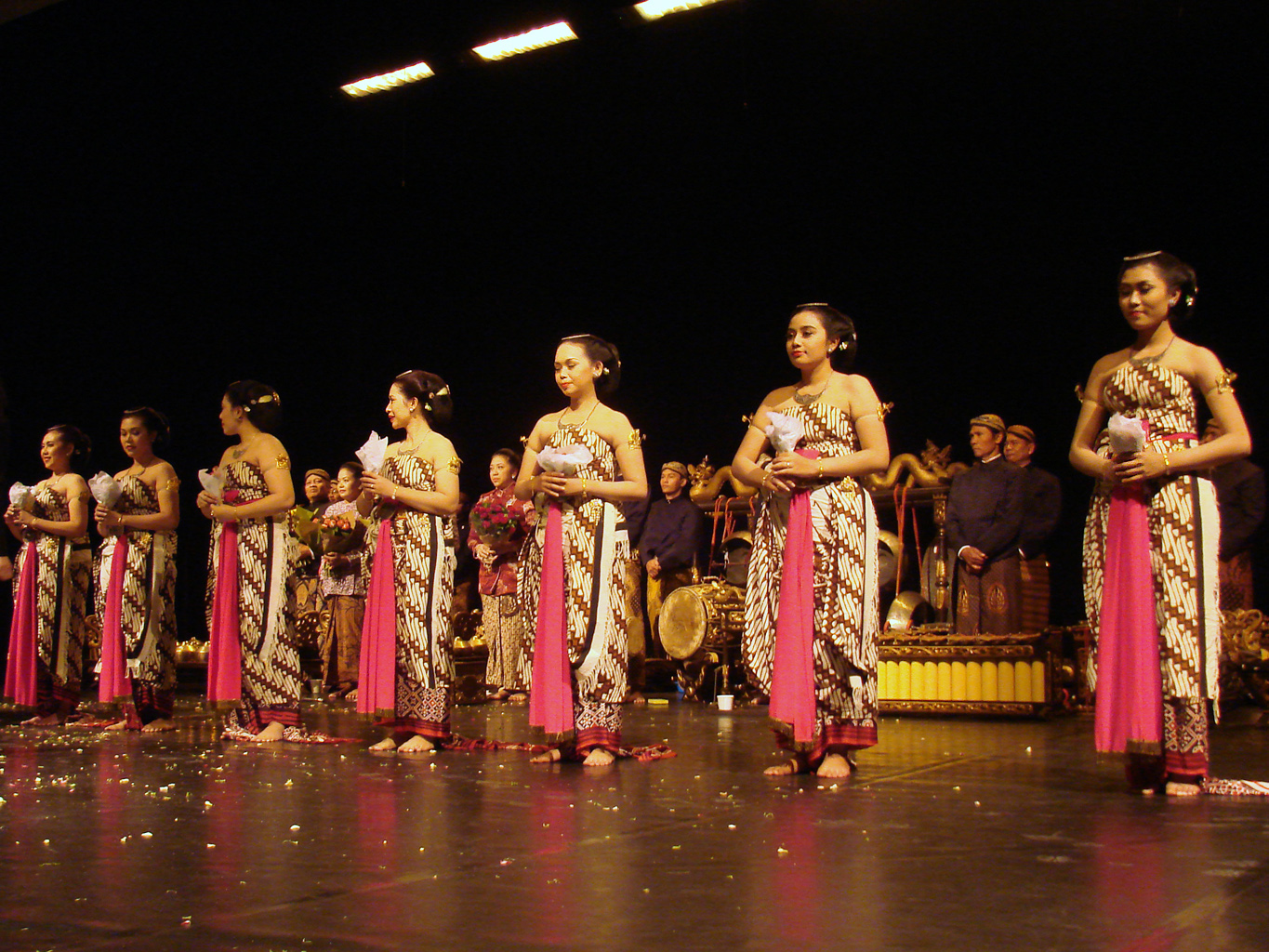
Een Indonesisch gezelschap danst de bedhaya op een Frans festival in 2009

De Bedhaya is een rituele dans die op Java tot de traditie van de Kratons behoort. De dans is volgens de overlevering door Agung de Grote op Java ingevoerd.